# 呂訥堡石楠草原

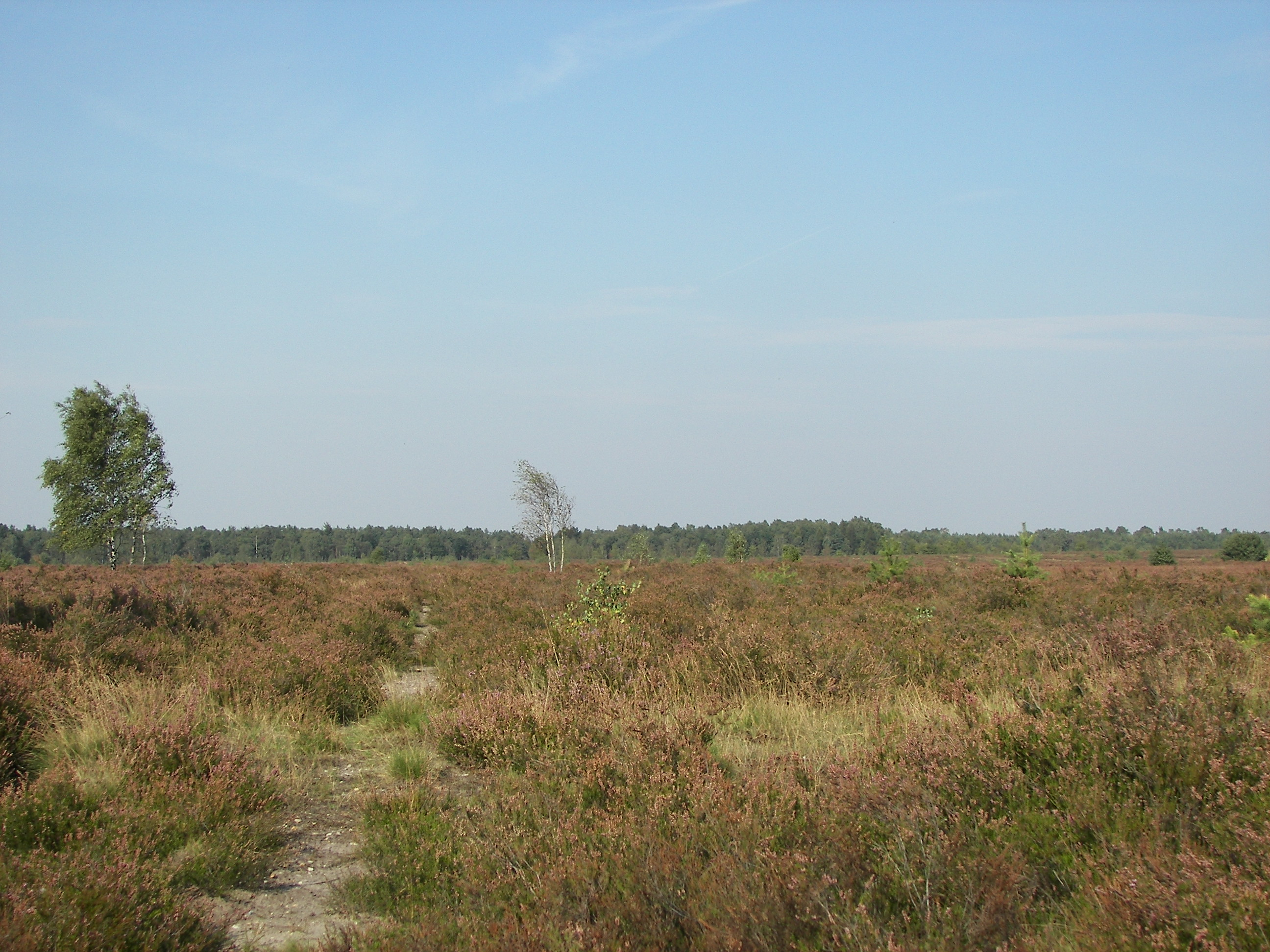
呂訥堡石楠草原的風景

呂訥堡石楠草原（德語：Lüneburger Heide，發音：[ˈlyːnəbʊʁɡɐ ˈhaɪdə] ⓘ），是德國下薩克森的一個地域。該草原地帶覆蓋了漢堡、漢諾威和不萊梅等幾個德國主要城市，現在下薩克森的北部地區都普遍被視為是「呂訥堡石楠草原」的主要地域。

## 特徵
呂訥堡石楠草原的主要植被是石楠花，該片草原本來是一個森林地帶，後來當地人大量砍伐樹木以補充柴枝，與及為開採鹽礦而大量闢地的緣故，形成植滿石楠花的空曠荒野地貌。

## 文化意義
呂訥堡石楠草原更有著豐富的歷史意義。在1945年二戰時期尾聲階段的5月4日，已經攻佔呂訥堡及漢堡的盟軍主將英國陸軍元帥蒙哥馬利，就是在這個長遍石楠花的荒原之上接受在荷蘭、丹麥等地區全體德軍的投降，正式結束了歐洲地區的戰事。另一方面，亦有傳言指納粹德軍重要首腦人物之一的希姆萊被盟軍俘獲而服毒自殺後，遺體被埋葬於呂訥堡石楠草原的某個地方。
呂訥堡石楠草原現已成為德國的著名旅遊景點，當地及鄰近城市都有不少農家民宿，吸引了大量的渡假旅客及留學生到訪草原。而每年八月至九月石楠花盛開之時，這個草原更加大受遊客的歡迎。
53°10′07″N 9°56′23″E / 53.1686°N 9.9397°E